# Strib Kirke
Strib Kirke er en sognekirke i byen Strib, omtrent 10 km nord for Middelfart.
Kirken er opført i 1911 efter tegninger af arkitekt Niels Peder Jensen, som også tegnede Gerskov Kirke og Røjleskov Kirke. Kirken består af kor, skib og tårn.

## Eksterne kilder og henvisninger
- Wikimedia Commons har flere filer relateret til Strib Kirke
- Strib Kirke hos KortTilKirken.dk